# Chaudandi
Chaudandi (nep. चौदण्डी) – gaun wikas samiti we wschodniej części Nepalu w strefie Sagarmatha w dystrykcie Udayapur. Według nepalskiego spisu powszechnego z 2001 roku liczył on 585 gospodarstw domowych i 3406 mieszkańców (1718 kobiet i 1688 mężczyzn).